# Liste antiker Ortsnamen und geographischer Bezeichnungen/To
| Lateinischer Name | Griechischer Name                  | Beschreibung                                  | Heute                               | Quellen und Verweise | Lage |
| ----------------- | ---------------------------------- | --------------------------------------------- | ----------------------------------- | -------------------- | ---- |
| Tobius            |                                    |                                               |                                     | Smith;               |      |
| Tocae             |                                    |                                               |                                     | Smith;               |      |
| Tochari           |                                    |                                               |                                     | Smith;               |      |
| Tocolosida        |                                    |                                               |                                     | Smith;               |      |
| Tocosanna         |                                    |                                               |                                     | Smith;               |      |
| Toducae           |                                    |                                               |                                     | Smith;               |      |
| Toesobis          |                                    |                                               |                                     | Smith;               |      |
| Togarmah          |                                    |                                               |                                     | Smith;               |      |
| Togisonus         |                                    |                                               |                                     | Smith;               |      |
| Tolbiacum         |                                    | Stadt in Nordgallien                          | Zülpich in Nordrhein-Westfalen      | Smith;               |      |
| Tolentinum        |                                    |                                               |                                     | Smith;               |      |
| Tolenus           |                                    |                                               |                                     | Smith;               |      |
| Tolerium          |                                    |                                               |                                     | Smith;               |      |
| Toletum           | Τώλητον (Tōlēton)                  | Stadt der Carpetani in Hispania Tarraconensis | Toledo in Spanien                   | Smith;               |      |
| Toliapis          |                                    |                                               |                                     | Smith;               |      |
| Tolistobogii      |                                    |                                               |                                     | Smith;               |      |
| Tollentinum       |                                    |                                               |                                     | Smith;               |      |
| Tolobis           |                                    |                                               |                                     | Smith;               |      |
| Tolophon          |                                    |                                               |                                     | Smith;               |      |
| Tolosa            | Τολῶσα (Tolōsa), Τολώσσα (Tolōssa) | Stadt in Gallien                              | Toulouse in Frankreich              | Smith;               |      |
| Tolous            |                                    |                                               |                                     | Smith;               |      |
| Tomarus           |                                    |                                               |                                     | Smith;               |      |
| Tomerus           |                                    |                                               |                                     | Smith;               |      |
| Tomeus            |                                    |                                               |                                     | Smith;               |      |
| Tomis, Tomis      | Τόμις (Tomis)                      | Stadt am Euxinos in Moesia inferior           | Constanța in Rumänien               | Smith;               |      |
| Tomisa            |                                    |                                               |                                     | Smith;               |      |
| Tonberos          |                                    |                                               |                                     | Smith;               |      |
| Tonice            |                                    |                                               |                                     | Smith;               |      |
| Tonosa            |                                    |                                               |                                     | Smith;               |      |
| Tonsus            |                                    |                                               |                                     | Smith;               |      |
| Topiris           |                                    |                                               |                                     | Smith;               |      |
| Toreatae          |                                    |                                               |                                     | Smith;               |      |
| Toreccadae        |                                    |                                               |                                     | Smith;               |      |
| Toretae           |                                    |                                               |                                     | Smith;               |      |
| Tornadotus        |                                    |                                               |                                     | Smith;               |      |
| Tornates          |                                    |                                               |                                     | Smith;               |      |
| Toronaicus Sinus  |                                    |                                               |                                     | Smith;               |      |
| Torone            | Τορώνη (Torōnē)                    | Stadt in Macedonia                            | Toroni auf der Halbinsel Chalkidiki | Smith;               |      |
| Toryne            | Τορύνη                             | Stadt in Epirus                               |                                     | Smith;               |      |
| Tottaeum          |                                    |                                               |                                     | Smith;               |      |
| Toxandri          |                                    |                                               |                                     | Smith;               |      |